# Star 1142
Star 1142 – polski samochód ciężarowy produkowany przez FSC Star w Starachowicach w latach 1986–2000. Jest następcą Stara 200.

## Opis modelu

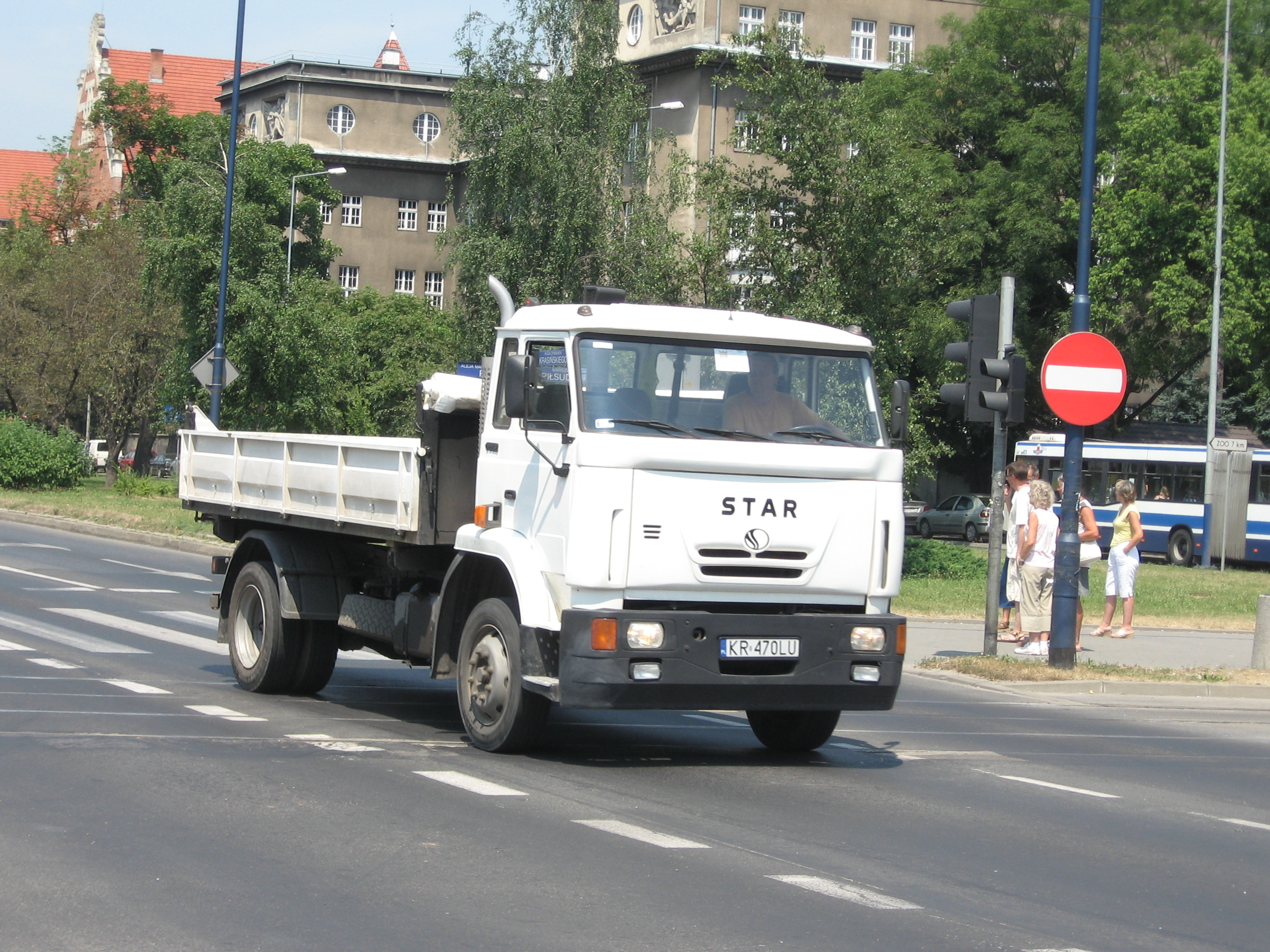
Star 1142 z kabiną po modernizacji

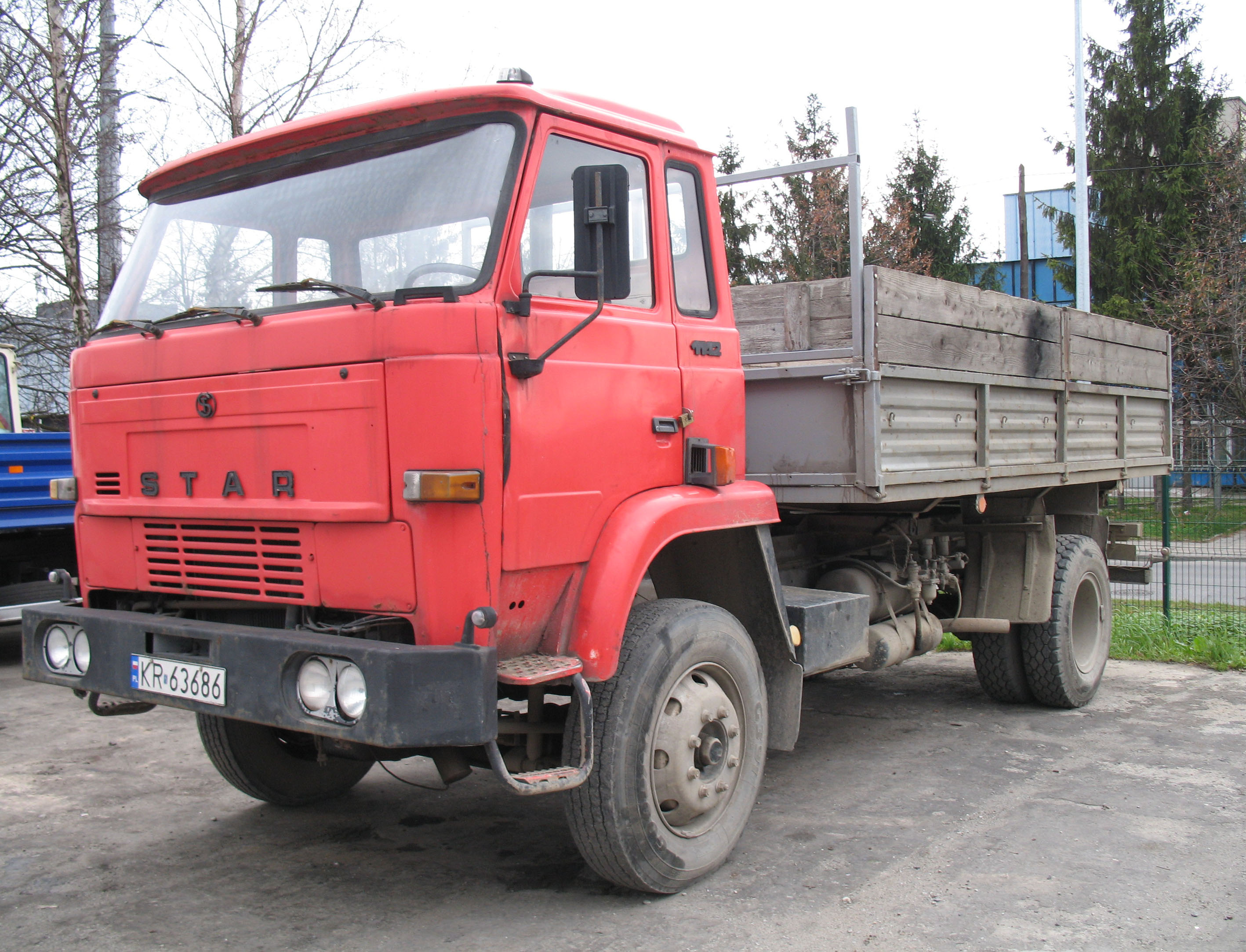
Star 1142 z pierwszych lat produkcji

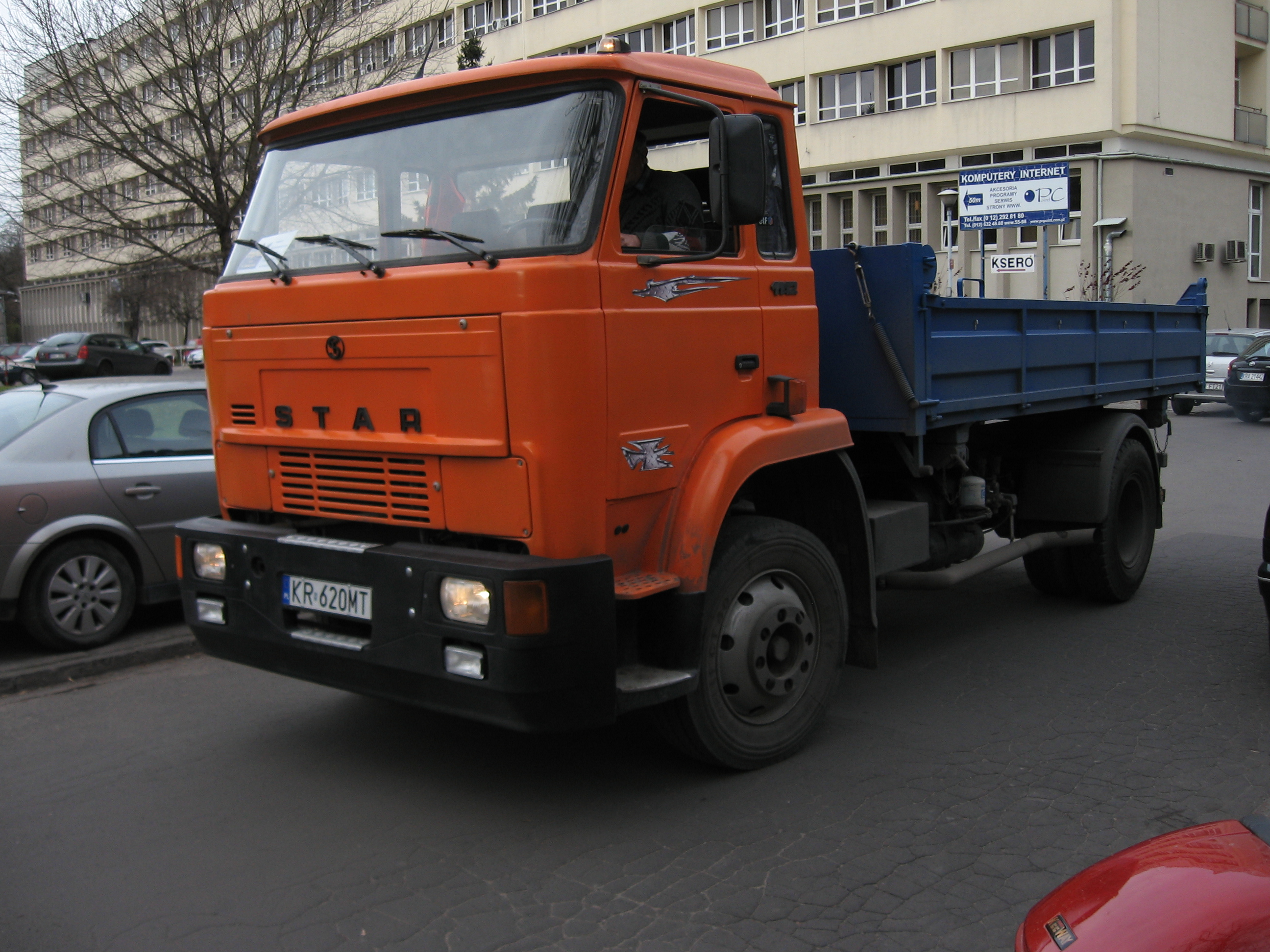
Star 1142

Podstawowy model ciężarówki szosowej w ofercie FSC Star, którym od 1975 był Star 200 na początku lat osiemdziesiątych odstawał już znacząco od konkurencji. Kryzys ekonomiczny nie dawał możliwości zastąpienia modelu 200 zupełnie nowym pojazdem, w związku z tym postanowiono pójść drogą głębokiej modernizacji lub wymiany kluczowych zespołów Stara 200, co dało w efekcie praktycznie nowe auto tylko trochę zewnętrznie podobne do poprzednika.
Zaprojektowana od nowa wagonowa odchylana ręcznie (pierwsza w historii seryjnie produkowanych ciężarówek Star) kabina kierowcy mimo zewnętrznego podobieństwa do poprzedniczki (spowodowanego koniecznością produkcji na dotychczasowych liniach zbudowanych dla Stara 200), była znacznie ulepszona technologicznie: posiadała mniej, a za to większych wytłoczek, mniej punktów zgrzewu (potencjalnych ognisk korozji) i lepsze zabezpieczenie antykorozyjne. Jednocześnie była konstrukcja modułową, co dawało możliwość produkcji odmiany nieodchylanej tej kabiny (przeznaczonej dla Stara 200) na tych samych liniach. Wprowadzono cały szereg zmian (vs Star 200): jednolite tłoczone z blachy osłony („atrapy”) silnika i chłodnicy (zamiast blaszano/siatkowych) poprawiających estetykę i wyciszenie (w prototypach testowano również jednolitą czarną „kratownicową” uchylana osłonę, ale nie wprowadzono jej do produkcji), głębiej przetłoczony dach kabiny, nowe osłony kół przednich z błotnikami, skrócone drzwi kabiny z nowymi uszczelkami i niżej umieszczonymi klamkami zewnętrznymi (pochodzącymi z Polskiego Fiata 126) oraz nowymi panoramicznymi lusterkami zewnętrznymi, nowy modułowy zespół zegarów, nowe fotele i wykonane z tworzyw sztucznych obicia wnętrza kabiny i antypoślizgowe oraz wygłuszające wykładziny podłogi i silnika. Zastosowano nowoczesne okablowanie i układ elektryczny. Poprawiono wydajność układu ogrzewania i wentylacji i usunięto archaiczne wloty powietrza ponad szybą przednią.
Dzięki zastosowaniu trzech zamiast dwóch ramion wycieraczek znacznie powiększono oczyszczane pole szyby przedniej. Dzięki zastosowaniu zamkniętego układu chłodzenia ze zbiornikiem na tylnym stelażu mocowania kabiny usuniętą charakterystyczną dla poprzednich modeli klapkę pod przednią szybą osłaniająca wlew płynu do chłodnicy.
W układzie pneumatycznym wprowadzono trzy osobne zbiorniki sprężonego powietrza zamiast jednego wielokomorowego w modelu 200. Przeprojektowano mocowanie zbiornika paliwa zmniejszając jego masę i eliminując problem korozji zbiornika często pojawiający się w starym rozwiązaniu.
Skrzynia ładunkowa była stalowa z drewnianą podłogą i nowymi, lżejszymi dzielonymi burtami bocznymi z wyjmowanymi słupkami, można w niej było przewozić ładunki o masie do 6500 kg. 6-cylindrowy rzędowy zmodernizowany silnik Star S359M, wysokoprężny wolnossący z wtryskiem bezpośrednim. Silnik samochodu Star dysponował nieco większym momentem wynoszącym 467 Nm (Star 200- 440 Nm). Kadłub silnika odlany był z żeliwa, kuty wał korbowy osadzony w 7 łożyskach, tłoki aluminiowe z wewnętrzną toroidalną wirową komorą spalania a głowica silnika składała się z trzech segmentów dwucylindrowych, wykonanych z żeliwa specjalnego. W wersji dla Star 1142 obniżono mocowanie sprężarki powietrza, wprowadzono dzielony kolektor wylotowy, zmieniono system napinania paska klinowego i przeprojektowano awaryjny napęd alternatora (zmiana polegała na wprowadzeniu nieco innego odlewu wspornika alternatora). Filtr powietrza umieszczono na stelażu centralnie za kabina z „kominkiem” zasysającym wyprowadzonym powyżej dachu kabiny. Zmieniono również układ wydechowy dzięki temu zabiegowi obniżono hałaśliwość samochodu. Skrzynia biegów produkcji FPS Tczew na licencji niemieckiego przedsiębiorstwa ZF synchronizowana typ S5-45, 5 przełożeń do jazdy w przód, plus bieg wsteczny w prototypach testowano również 10-biegową wersję tej skrzyni wyposażoną w multiplikator, ale jej produkcja nie została uruchomiona. Poprawiono (awaryjne w modelu 200) łożyskowanie Głęboko zmodernizowany most napędowy jednostopniowy produkcji FSC Star miał zwiększona o 500 kg nośność, a jednocześnie zmniejszono jego masę przez odchudzenie odlewów. Zastosowano nową oś przednią o zwiększonej nośności i trwałości. W samochodzie zastosowano nowy układ sterowania hamulcami hydraulicznymi bębnowymi na obydwu osiach, dwuobwodowe, sterowane za pomocą układu pneumatycznego. Nowe pompy hamulcowe ze sterowaniem umieszczono na zewnątrz podłużnicy ramy z lewej strony przed osią tylną. Zawieszenie obydwu osi na wzdłużnych resorach piórowych półeliptycznych (krajowy przemysł początkowo nie był w stanie dostarczać resorów parabolicznych które są lżejsze i posiadają lepsze charakterystyki pracy), na osi tylnej wprowadzono zmodyfikowane dodatkowe amortyzatory gumowe, na osi przedniej zastosowano amortyzatory teleskopowe FA Krosno, a na osi tylnej nie stosowane wcześniej w szosowych ciężarówkach Star amortyzatory hydrauliczne i stabilizator przechyłów poprawiające komfort kierowcy i ładunku. Zastosowano nowy stalowy zderzak przedni o zupełnie odmiennej (mimo takiego samego wyglądu zewnętrznego jak w Star 200) konstrukcji mocowania holu, które było umiejscowione na przedniej poprzeczce ramy podwozia a zderzak jedynie je osłaniał (w modelu 200 mocowanie było częścią zderzaka). Opracowano nowe wygodniejsze mocowania koła zapasowego na prawej podłużnicy ramy za zbiornikiem paliwa w 200 pod tylną częścią ramy. Wiele z ww. rozwiązań wprowadzono również w równolegle produkowanych późniejszych wersjach modelu Star 200, co spowodowało, że modele te z zewnątrz różniły się na pierwszy rzut oka tylko wysokością zawieszenia kabiny.
Opracowano także odmianę 4x4 tego modelu Star 1144, która jednak pozostała prototypem. Opracowano również (bazując na zainteresowaniu ze strony Armii Węgierskiej) wersję 6x6 Star 1366 z turbodoładowanym silnikiem i poprawioną ładownością i parametrami w terenie. Jej produkcja nie została uruchomiona. Szosowe samochody Star 1142 również były w niewielkich ilościach zamawiane przez Wojsko Polskie, np. 41 sztuk w 1999 roku.

## Drugie życie
Zapotrzebowanie przedsiębiorstw transportowych powoduje, że mimo zakończenia produkcji tego modelu przez FSC Star wiele lat temu, wykorzystując części zamienne i podzespoły wykonane samodzielnie Stary 1142 przechodzą remonty i przebudowy generalne wykonywane przez wyspecjalizowane przedsiębiorstwa.